# Risa longirostris
Risa longirostris är en tvåvingeart som beskrevs av Becker 1907. Risa longirostris ingår i släktet Risa och familjen vattenflugor. Inga underarter finns listade i Catalogue of Life.